# Сесартис (приток Шешупе)
Сесарти́с или Сиесартис (лит. Siesartis) — река в Литве, протекает по территории Шакяйского района Мариямпольского уезда. Правый приток нижней Шешупе.
Длина реки составляет 60 км. Площадь водосборного бассейна — 198 км². Средний уклон — 0,81 м/км. Средний расход воды в устье — 1,03 м³/с.
Сесартис начинается в лесу Илгакампис, на расстоянии 7 км к западу от местечка Лякечяй. Течёт в основном на запад, пересекая в среднем течении город Шакяй. Впадает в Шешупе на высоте 20 м над уровнем моря около деревни Славикай.
Притоки:
- левые: Саманупис, Жвикине, Юргупис;
- правые: Лянкупис, Крёкупис, Граудупис, Юодупис[1].

В 36 км от устья на Сесартисе построено Валюляйское водохранилище площадью 32 га.